# Дорі Гецці
До́рі Ге́цці (італ. Dori Ghezzi, нар. 30 березня 1946, Лентате-суль-Севезо, Монца і Бріанца, Італія) — італійська співачка. Найбільш відома як учасниця італійського поп-дуету разом з американським співаком Вессом, а також як сольна співачка, та вдова Фабріціо Де Андре.

## Рання кар'єра
Після перемоги на регіональному фестивалі пісні в 1966 році, Дорі Гецці запропонували контракт на запис із звукозаписною компанією Durium Records, що базується в Мілані. У наступні роки вона випустила кілька успішних синглів, включаючи «Vivere per vivere» та «Casatschock». Вперше на фестивалі Санремо Дорі Гецці виступила у 1970 році, виконавши «Occhi a mandorla», (дует з Россано), але пісня не змогла потрапити у фінал. У період 1970–72 років Дорі Гецці в основному записувала італійські кавер-версії популярних французьких та британських пісень того часу.

## Викрадення
У 1974 році Дорі Гецці стала партнеркою співака Фабріціо Де Андре. Пара влаштувалася на Сардинії, де Гецці народила дочку в 1977 році. Увечері 27 серпня 1979 року Дорі Гецці та Фабріціо Де Андре були викрадені членами Anonima sequestri, і були утримувані в полоні в горах Супрамонте майже чотири місяці, перед тим як були звільнені (Дорі Гецці було звільнено 21 грудня, Де Андре наступного дня) після сплати викупу, як повідомляється, в районі 500 мільйонів лір, який, як вважають, був сплачений сім'єю Де Андре. Згодом пара заявила, що їх викрадачі ставились до них добре. Коли викрадачів затримували і судили, Фабріціо Де Андре виявляв розуміння та співчуття у своїх свідченнях.

## 80-ті роки
Після розлучення з Вессом Дорі Гецці відновила свою сольну кар'єру у 1980 році з випуском альбому Mamadodori, присвяченого її доньці. У 1983 році з піснею «Margherita non-lo sa» Дорі Гецці завоювала третє місце на Санремо того року. У 1987 році вийшов альбом Velluti e carte vetrate і пісня з нього «E non-si finisce mai» здобула 14 місце в Санремо, а останній альбом « Il cuore delle donne», першим треком якого став останній запис Дорі Гецці у Санремо (16 місце). У 1989 р. Дорі Гецці та Фабріціо Де Андре одружилися 7 грудня 1989 року.

## Кінець кар'єри
У 1990 році, у Дорі Гецці виникла серйозна проблема з голосовими зв'язками. Це сприяло вихіду зі своєї співочої кар'єри за порадою лікаря. З тих пір вона робила лише рідкісні та другорядні внески у записи інших виконавців. Після смерті свого чоловіка Фабріціо Де Андре, якій помер від раку легенів у 1999 році, Дорі Гецці присвятила себе збереженню та популяризації його мистецької спадщини. Вона є президентом фонду Fabrizio De André.

## Дискографія альбомів
соло
- 1973: Dori Ghezzi
- 1980: Mamadodori
- 1983: Piccolo donne
- 1987: Velluti e carte vetrate
- 1989: Il cuore delle donne

разом з Вессом
- 1973: Wess & Dori Ghezzi
- 1974: Un corpo e un'anima
- 1975: Terzo album
- 1976: Amore bellissimo
- 1976: I nostri successi
- 1977: Insieme
- 1979: In due
- 2000: Tu nella mia vita